# Ennedi Ouest
Ennedi Ouest er et af de fire departementer, som udgør regionen Borkou-Ennedi-Tibesti i Tchad.
17°11′N 21°35′Ø / 17.18°N 21.58°Ø